# Firmino Alves
Firmino Alves là một đô thị thuộc bang Bahia, Brasil. Đô thị này có diện tích 159,397 km², dân số năm 2007 là 5466 người, mật độ 34,29 người/km².